# Kabadio
Kabadio est un village du Sénégal situé en Basse-Casamance. Il fait partie de la communauté rurale de Kataba 1, dans l'arrondissement de Kataba 1, le département de Bignona et la région de Ziguinchor.
Lors du dernier recensement (2002), la localité comptait 1 501 habitants répartis en 209 ménages.

## Histoire
Ce village se situe à 3 km de la route nationale. Il a eu accès à l'électricité en 2006

## Administration
Kabadio fait partie du département de Bignona dans la région de Ziguinchor, dans l'Arrondissement de Kataba1 et dans la commune de Kataba1. Kabadio est l'un des villages les plus importants dans la commune de Kataba1 de par sa position géographiques.

## Géographie
Les localités les plus proches sont Niafrang, Kounkoudian, Bandjikaky,
C'est une région où on parle encore le mandingue, le diola et le karone.